# Lista de deputados estaduais do Pará da 17.ª legislatura
Essa é uma lista de deputados estaduais do Pará eleitos para o período 2011-2015. 41 deputados.

## Composição das bancadas
| Partido | Líder                  | Bancada | Posição      |
| ------- | ---------------------- | ------- | ------------ |
| PT      | Carlos Bordalo         | 9 / 41  | Oposição     |
| PMDB    | Simone Morgado         | 8 / 41  | Oposição     |
| PSDB    | Manoel Pioneiro        | 6 / 41  | Governo      |
| PR      | Raimundo Santos        | 4 / 41  | Oposição     |
| PTB     | Júnior Ferrari         | 3 / 41  | Oposição     |
| PDT     | Fernando Coimbra       | 2 / 41  | Oposição     |
| PSB     | Cássio Andrade         | 2 / 41  | Oposição     |
| PSOL    | Edmilson Rodrigues     | 1 / 41  | Oposição     |
| DEM     | Márcio Miranda         | 1 / 41  | Governo      |
| PV      | Gabriel Guerreiro      | 1 / 41  | Independente |
| PMN     | Alessandro Novelino    | 1 / 41  | Governo      |
| PPS     | João Salame Neto       | 1 / 41  | Governo      |
| PRB     | Pastor Divino de Souza | 1 / 41  | Governo      |
| PSC     | Hilton Aguiar          | 1 / 41  | Independente |

## Deputados estaduais
| Número | Deputados estaduais eleitos | Partido | Votação | Percentual | Cidade onde nasceu | Unidade federativa |
| 50123  | Edmilson Rodrigues          | PSOL    | 85.412  | 2,51%      | Belém              | Pará               |
| 25123  | Márcio Miranda              | DEM     | 67.530  | 1,99%      | Pavão              | Minas Gerais       |
| 45451  | Manoel Pioneiro             | PSDB    | 54.047  | 1,59%      | Nova Módica        | Minas Gerais       |
| 15888  | Simone Morgado              | PMDB    | 50.946  | 1,50%      | Belém              | Pará               |
| 13280  | Chico da Pesca              | PT      | 49.702  | 1,46%      | Igarapé-Miri       | Pará               |
| 45612  | Sidney Rosa                 | PSDB    | 48.931  | 1,44%      | Santa Teresa       | Espírito Santo     |
| 13130  | Carlos Bordalo              | PT      | 45.075  | 1,33%      | Breves             | Pará               |
| 45222  | Alexandre Von               | PSDB    | 44.837  | 1,32%      | Santarém           | Pará               |
| 45112  | Cilene Couto                | PSDB    | 43.924  | 1,29%      | Belém              | Pará               |
| 15456  | Martinho Carmona            | PMDB    | 43.457  | 1,28%      | Belém              | Pará               |
| 14500  | Júnior Ferrari              | PTB     | 43.279  | 1,27%      | Oriximiná          | Pará               |
| 22345  | Junior Hage                 | PR      | 41.835  | 1,23%      | Belém              | Pará               |
| 14780  | Tião Miranda                | PTB     | 41.193  | 1,21%      | Marabá             | Pará               |
| 45045  | José Megale                 | PSDB    | 40.090  | 1,18%      | Belém              | Pará               |
| 15555  | Chicão Melo                 | PMDB    | 39.856  | 1,17%      | Cruzeiro do Sul    | Acre               |
| 13103  | Valdir Ganzer               | PT      | 37.463  | 1,10%      | Iraí               | Rio Grande do Sul  |
| 45130  | Dra. Ana Cunha              | PSDB    | 35.336  | 1,04%      | Barcarena          | Pará               |
| 13133  | Bernadete Ten Caten         | PT      | 33.736  | 0,99%      | Cerro Largo        | Rio Grande do Sul  |
| 13500  | Airton Faleiro              | PT      | 32.893  | 0,97%      | Tenente Portela    | Rio Grande do Sul  |
| 14444  | Eduardo Costa               | PTB     | 32.458  | 0,96%      | Belém              | Pará               |
| 22150  | Luzineide Barros            | PR      | 32.435  | 0,95%      | Belém              | Pará               |
| 13310  | Prof. Edílson Moura         | PT      | 32.402  | 0,95%      | Macapá             | Amapá              |
| 15678  | Nilma Lima                  | PMDB    | 30.359  | 0,89%      | Belém              | Pará               |
| 15100  | Parsifal Pontes             | PMDB    | 29.863  | 0,88%      | Tucuruí            | Pará               |
| 12345  | Fernando Coimbra            | PDT     | 29.036  | 0,85%      | Belém              | Pará               |
| 15195  | Antônio Rocha               | PMDB    | 28.977  | 0,85%      | Santarém           | Pará               |
| 15800  | Josefina Carmo              | PMDB    | 28.544  | 0,84%      | Óbidos             | Pará               |
| 22789  | Eliel Faustino              | PR      | 28.537  | 0,84%      | Belém              | Pará               |
| 15007  | Paulo Macarrão              | PMDB    | 28.120  | 0,83%      | Marechal Hermes    | Rio de Janeiro     |
| 12222  | Pio X Sampaio Leite         | PDT     | 26.269  | 0,77%      | Igarapé Grande     | Pará               |
| 40111  | Cássio Andrade              | PSB     | 25.414  | 0,75%      | Salvador           | Bahia              |
| 40000  | Raimundo Belo               | PSB     | 24.292  | 0,72%      | Capitão Poço       | Pará               |
| 43456  | Gabriel Guerreiro           | PV      | 23.541  | 0,69%      | Oriximiná          | Pará               |
| 33123  | Alessandro Novelino         | PMN     | 23.389  | 0,69%      | Belém              | Pará               |
| 22123  | Raimundo Santos             | PR      | 23.250  | 0,68%      | Santarém           | Pará               |
| 13131  | Zé Maria Melo               | PT      | 23.128  | 0,68%      | Juruti             | Pará               |
| 13100  | Milton Zimmer               | PT      | 22.906  | 0,67%      | Roque Gonzales     | Rio Grande do Sul  |
| 13630  | Prof. Alfredo Costa         | PT      | 22.762  | 0,67%      | Acará              | Pará               |
| 23150  | João Salame Neto            | PPS     | 22.127  | 0,65%      | Marabá             | Pará               |
| 10147  | Pastor José Divino          | PRB     | 22.118  | 0,65%      | Rio Negro          | Mato Grosso do Sul |
| 20222  | Hilton Aguiar               | PSC     | 15.615  | 0,46%      | Chapadinha         | Maranhão           |